# Charuwan Sroisena
Charuwan Sroisena (thailändisch จารุวรรณ สร้อยเสนา; * 30. Januar 1995 in Kalasin) ist eine thailändische Diskuswerferin.

## Sportliche Laufbahn
Erste internationale Erfahrungen bei internationalen Meisterschaften sammelte Charuwan Sroisena bei den Südostasienspielen 2015 in Singapur, bei denen sie mit 35,63 m den sechsten Platz belegte. Zwei Jahre später wurde sie bei den Spielen in Kuala Lumpur mit 44,03 m Fünfte. 2018 nahm sie erstmals an den Asienspielen in Jakarta teil und erreichte dort mit 43,87 m Rang sieben. 2019 klassierte sie sich dann bei den Südostasienspielen in Capas mit neuer Bestleistung von 44,90 m auf dem fünften Platz.
2013 wurde Sroisena Thailändische Meisterin im Diskuswurf. Sie absolvierte ein Studium für Sportwissenschaften an der Bangkokthonburi University in Bangkok.